# Организация охраны народной борьбы
Организация охраны народной борьбы (греч. Οργάνωση Περιφρούρησης Λαϊκού Αγώνα — ΟΠΛΑ) — греческая городская партизанская организация Коммунистической партии Греции (КПГ), созданная на последнем этапе освобождения Греции во время Второй мировой войны.
Организация действовала в городах, и её задача заключалась в охране членов Национально-освободительного фронта и связанных с ним групп, профсоюзов, партий и движений от немецких войск и спецслужб и коллаборационистской полиции и батальонов безопасности. Тем не менее, деятельность организации не ограничивалась лишь охраной. ОПЛА также приняла участие в уничтожении оппонентов КПГ на обеих сторонах политического спектра: от троцкистов и археомарксистов до монархистов и любых противников КПГ. В результате оценка деятельности ОПЛА остаётся предметом жарких споров даже сегодня.
Организация приняла активное участие в декабрьских событиях 1944 года в Афинах и в начавшейся гражданской войне, в частности в Салониках в 1946—1947 гг. Одной из наиболее известных акций ОПЛА стало убийство министра юстиции Кристоса Ладаса 1 мая 1948 г. в Афинах.